# Frédéric II de Misnie
Frédéric II dit le Sérieux (en allemand : der Ernsthafte), né le 30 novembre 1310 à Gotha et mort le 18 novembre 1349 au château de la Wartbourg, est un prince de la maison de Wettin, fils du margrave Frédéric Ier le Mordu. Il est aussi landgrave de Thuringe et margrave de Misnie de 1323 jusqu'à sa mort. 

## Biographie
Fils du margrave Frédéric Ier de Misnie (1257-1323) et de son épouse Élisabeth de Lobdebourg-Arnshaugk (1286-1359), Frédéric II appartint à la première branche de la maison de Wettin. Il est également l'ascendant des familles royales du Royaume-Uni, du Portugal et de Bulgarie (Saxe-Cobourg-Gotha) de Belgique (Saxe-Cobourg-Saalfeld) et des princes appartenant aux différentes maisons de Saxe, les électeurs de Saxe puis rois de Saxe appartiennent à la sixième branche de la maison de Wettin, ils ont pour ascendant le prince Albert III, fils cadet de l'électeur Frédéric II de Saxe, lui-même issu de la première branche de la dynastie.
Encore mineur à la mort de son père, Frédéric hérite seul de la marche de Misnie et du landgraviat de Thuringe ; au début, il est mis sous tutelle de sa mère. À partir du moment où il a atteint sa majorité, en 1329, il lutte pour la suprématie de la Thuringe, notamment aux conflits avec les comtes de Weimar-Orlamünde et la maison de Schwarzbourg, mais également avec Henri III de Virnebourg, archevêque de Mayence, entre 1342 et 1346.
En 1347, après la mort de son beau-père, l'empereur Louis IV, Frédéric était un possible successeur ; néanmoins, il doute du soutien des princes-électeurs et il  renonce à une candidature en faveur du prince Charles de Luxembourg déjà élu roi des Romains avec l’appui du pape Clément VI et couronné à Bonn le 26 novembre 1346. Les deux souverains se sont réunis à Bautzen en 1348 et reconnaissent mutuellement leurs biens et domaines.
Frédéric IIIl mourut le 18 novembre 1349 au château de la Wartbourg et fut enterré dans l'abbaye d'Altzelle.

## Mariage et descendance
Frédéric II le Sérieux épousa en 1323 Mathilde de Bavière (en) (1313-1346), fille du roi Louis IV et de Béatrice de Świdnica. Neuf enfants sont nés de cette union :
- Élisabeth (1329-1375), en 1350 elle épousa le burgrave Frédéric V de Nuremberg (maison de Hohenzollern) ;
- Frédéric (1330-1330) ;
- Frédéric III de Thuringe ;
- Balthazar (1336-1406) ;
- Béatrix (1339-1399), elle entra dans les ordres et fut abbesse de Suesslitz ;
- Louis (1341-1382), il entra dans les ordres et fut nommé évêque de Bamberg, électeur-archevêque de Mayence et archevêque de Magdebourg ;
- Guillaume Ier (1343-1407), co-margrave de Misnie de 1379 à 1407, en 1366 il épousa Élisabeth de Moravie (Maison de Luxembourg), veuf en 1400 il épousa en 1402 Anne de Brunswick-Göttingen ;
- Anne (1345-), elle entra dans les ordres ;
- Claire (1345-).